# Мухамед ел Фајед
Мухамед Абдел Мојем Фајед (арап. المنعم فايد; Александрија, 27. јануар 1929 — Лондон, 31. август 2023) био је египатски бизнисмен.
Његово богатство се процењивало на 555 милиона долара. Био је власник Хародс продавнице и енглеског фудбалског прволигаша Фулама којег је купио у лето 1997. Он је обновио хумористички часопис Пунч 1996, али је штампање примерака тог часописа престало 2002.‎ године.
Његов син Дoди погинуо је у саобраћајној несрећи 31. августа 1997. заједно са Дајаном, принцезом од Велса са којом је био веома близак.